# Nick Godin
Nick Godin (6 oktober 1961)  is een golfprofessional uit Sussex, Engeland. 

## Jeugd
Toen Godin achttien maanden was, zat hij met zijn ouders in een auto om naar de motorraces te gaan. Toen zijn vader over een heuvel reed, zag hij ineens een oude man op de weg lopen. Toen hij hem ontweek, reed de auto tegen een telefoonpaal. Nick brak zijn been, zijn moeder Shirley brak acht ribben. Naderhand bleek dat Godins enkel niet aan beide kanten even hard groeide, en om de paar jaar moest hij daaraan geopereerd worden. Toen hij dertien was, besloot men hem voor het laatst te opereren, waarbij bot uit zijn heup op zijn enkel werd geplaatst. Daarna kon hij weer aan sport doen. Hij ging zelfs voetballen om aan zichzelf te bewijzen dat hij weer alles kon. 

## Golf
Nadat hij het Brits Open had gezien, wilde hij golfprofessional worden. Toen hij last van zijn rug kreeg, bleek die wat scheefgegroeid te zijn door het probleem met zijn been. In 1985 kwalificeerde hij zich voor de Europese Tour, maar een week later werd hij weer geopereerd, ditmaal net onder zijn knie, in een poging zijn been te verlengen. In twee maanden werd zijn rechterbeen vijf centimeter langer. Tegen de tijd dat zijn gips eraf mocht was zijn Tourkaart verlopen. Hij speelde de jaren erna op de Sunshine Tour en bleef proberen zich voor de Europese Tour te kwalificeren, wat nooit meer lukte.
In 1992 werd hij uitgenodigd voor de Roma Masters, die in de week van de US Masters gespeeld werd. De topspelers waren dus in de Verenigde Staten. Hij miste de cut, want het had die week zo veel geregend dat ze op een dag 36 holes moesten lopen. Dat was te veel voor hem. Toch werd het zijn topjaar, want het lukte hem twee toernooien op de Europese Challenge Tour te winnen.

### Gewonnen
Challenge Tour
- 1992: Milano Open, Liebig Ligurian Open

## Golfbaan
Godin woont naast een 9-holes golfbaan bij de Dewlands Manor Golf Course, die in 1989 door zijn vader werd aangelegd. Nick is de eigenaar en geeft er les. De baan ligt op het terrein van de 15e-eeuwse Dewlands Manor.